# 全国高等学校野球選手権鳥取大会
全国高等学校野球選手権鳥取大会（ぜんこくこうとうがっこうやきゅうせんしゅけんとっとりたいかい）は、鳥取県で開催されている全国高等学校野球選手権大会（夏の甲子園）の地方大会である。

## 概要
- 第61回（1県1代表制正式導入）から新たに設置された大会である（第40回、第45回、第50回、第55回、第60回は記念大会のため臨時に実施された）。
- 現在、使用球場は鳥取県立布勢総合運動公園野球場、米子市民球場の2球場。前述の球場で2年ごとのローテーションを組んで開催しており、参加校の少なさによる日程の短さもあって集中開催方式を採用している。持ち回りのでのセントラル方式は鳥取だけである。以前は鳥取市営美保球場（第64回）、米子市営湊山球場（第60回、第62回、第65回、第68回）、倉吉市営野球場（第63回、第66回、第69回、第72回、第75回、第78回、第81回、第84回、第87回、第90回、第93回、第96回）が主会場となったこともあった。
- 春季県大会上位校が早い段階で対戦しないよう、シード制を採用している。第74回大会から2校、第84回大会からは4校。
- 第78回大会から試合終了後、勝利校の校歌演奏を行っている。

## 大会結果
| 年度（大会）          | 校数 | 優勝校   | 決勝スコア | 準優勝校   | 備考       |
| --------------------- | ---- | -------- | ---------- | ---------- | ---------- |
| 1958年（第40回大会）  | 10   | 鳥取西   | 2 - 1      | 倉吉東     |            |
| 1963年（第45回大会）  | 9    | 米子南   | 3x - 2     | 境         | 延長12回   |
| 1968年（第50回大会）  | 12   | 米子南   | 7 - 1      | 八頭       |            |
| 1973年（第55回大会）  | 15   | 鳥取西   | 3x - 2     | 米子工     | 延長10回   |
| 1978年（第60回大会）  | 18   | 倉吉北   | 4 - 0      | 米子工     |            |
| 1979年（第61回大会）  | 20   | 境       | 2x - 1     | 米子東     |            |
| 1980年（第62回大会）  | 20   | 倉吉北   | 5 - 1      | 鳥取西     |            |
| 1981年（第63回大会）  | 21   | 鳥取西   | 4 - 0      | 倉吉東     |            |
| 1982年（第64回大会）  | 21   | 境       | 3 - 1      | 米子東     |            |
| 1983年（第65回大会）  | 20   | 米子東   | 3 - 2      | 鳥取城北   |            |
| 1984年（第66回大会）  | 22   | 境       | 11 - 1     | 米子工     |            |
| 1985年（第67回大会）  | 23   | 鳥取西   | 13 - 6     | 鳥取商     |            |
| 1986年（第68回大会）  | 23   | 米子東   | 3 - 2      | 鳥取西     |            |
| 1987年（第69回大会）  | 23   | 八頭     | 5x - 4     | 米子東     |            |
| 1988年（第70回大会）  | 23   | 米子商   | 2 - 1      | 米子東     |            |
| 1989年（第71回大会）  | 23   | 米子東   | 12 - 4     | 倉吉東     |            |
| 1990年（第72回大会）  | 24   | 境       | 12 - 7     | 鳥取西     |            |
| 1991年（第73回大会）  | 24   | 米子東   | 2x - 1     | 八頭       | 延長14回   |
| 1992年（第74回大会）  | 25   | 倉吉北   | 4 - 3      | 鳥取西     |            |
| 1993年（第75回大会）  | 26   | 鳥取西   | 4 - 1      | 鳥取城北   |            |
| 1994年（第76回大会）  | 26   | 八頭     | 9 - 7      | 境         |            |
| 1995年（第77回大会）  | 26   | 倉吉東   | 5 - 1      | 根雨       |            |
| 1996年（第78回大会）  | 26   | 八頭     | 6 - 0      | 鳥取城北   |            |
| 1997年（第79回大会）  | 26   | 八頭     | 11 - 4     | 米子商     |            |
| 1998年（第80回大会）  | 26   | 境       | 3 - 2      | 米子北     |            |
| 1999年（第81回大会）  | 26   | 倉吉北   | 3x - 2     | 米子西     |            |
| 2000年（第82回大会）  | 26   | 米子商   | 2 - 1      | 由良育英   |            |
| 2001年（第83回大会）  | 26   | 八頭     | 2 - 1      | 由良育英   |            |
| 2002年（第84回大会）  | 26   | 倉吉北   | 7 - 6      | 鳥取西     |            |
| 2003年（第85回大会）  | 27   | 八頭     | 4 - 2      | 倉吉北     |            |
| 2004年（第86回大会）  | 27   | 鳥取商   | 9 - 2      | 鳥取西     |            |
| 2005年（第87回大会）  | 25   | 鳥取西   | 8 - 0      | 米子西     |            |
| 2006年（第88回大会）  | 25   | 倉吉北   | 10 - 4     | 倉吉東     |            |
| 2007年（第89回大会）  | 25   | 境       | 7 - 3      | 倉吉総合産 |            |
| 2008年（第90回大会）  | 25   | 鳥取西   | 2 - 1      | 鳥取城北   |            |
| 2009年（第91回大会）  | 25   | 鳥取城北 | 6 - 3      | 鳥取商     |            |
| 2010年（第92回大会）  | 24   | 八頭     | 4 - 1      | 米子北     |            |
| 2011年（第93回大会）  | 25   | 鳥取商   | 4x - 3     | 境         |            |
| 2012年（第94回大会）  | 25   | 鳥取城北 | 7 - 6      | 鳥取育英   |            |
| 2013年（第95回大会）  | 25   | 鳥取城北 | 7 - 4      | 八頭       |            |
| 2014年（第96回大会）  | 24   | 八頭     | 2 - 1      | 鳥取城北   |            |
| 2015年（第97回大会）  | 25   | 鳥取城北 | 9 - 6      | 鳥取西     |            |
| 2016年（第98回大会）  | 25   | 境       | 19 - 4     | 米子松蔭   |            |
| 2017年（第99回大会）  | 25   | 米子松蔭 | 5 - 2      | 米子東     |            |
| 2018年（第100回大会） | 24   | 鳥取城北 | 8 - 0      | 米子西     |            |
| 2019年（第101回大会） | 23   | 米子東   | 6 - 5      | 鳥取城北   |            |
| 2020年（独自大会）    | 22   | 倉吉東   | 7 - 5      | 鳥取城北   |            |
| 2021年（第103回大会） | 22   | 米子東   | 9x - 8     | 鳥取商     | 延長10回   |
| 2022年（第104回大会） | 22   | 鳥取商   | 2x - 1     | 倉吉総合産 | 延長14回TB |
| 2023年（第105回大会） | 23   | 鳥取商   | 2 - 1      | 鳥取西     |            |
| 2024年（第106回大会） | 22   | 鳥取城北 | 5x - 4     | 米子松蔭   |            |
| 2025年（第107回大会） | 23   | 鳥取城北 | 13 - 5     | 鳥取西     |            |

## 放送体制
- 現在、テレビではNHK鳥取放送局（準決勝以降[1]）・日本海テレビ（NKT、準決勝以降[2]）、ラジオではNHK鳥取放送局（準決勝以降、2014年まで準々決勝以降[3]）・山陰放送（BSS、準々決勝以降、2012年までは2回戦以降[4]） が中継している。
- ケーブルテレビでは、米子市民球場開催試合を中海テレビ放送が準々決勝まで（2013年、以前は全試合）生中継、再放送している。2017年からは鳥取県ケーブルテレビ協議会[5] の制作で、同協議会を構成する各社のコミュニティーチャンネルにもネットする[6]。
- 2017年からはバーチャル高校野球で決勝戦を配信、BSSラジオの音声を使用（ラジオ放送終了後は配信向けに継続）し、映像は朝日放送（現：朝日放送テレビ）が制作する[7][8][9]。2021年は1回戦から配信されるが、準々決勝まではバックネット裏からのカメラ1台のみの映像、準決勝は朝日放送テレビの制作で複数台のカメラを使っているものの実況は無し。
- 2022年は前述のBSSラジオの音声を使用した配信が、準決勝・決勝に拡大した。2024年の決勝は日程順延の影響でラジオ中継が無くなり配信のみ、テロップも簡易的なものに変更された。